# Raspailia stelliderma
Raspailia stelliderma är en svampdjursart som först beskrevs av Carter 1885.  Raspailia stelliderma ingår i släktet Raspailia och familjen Raspailiidae.
Artens utbredningsområde är Sydaustralien. Inga underarter finns listade i Catalogue of Life.